# Яблонька (приток Днестра)
Яблонька (укр. Яблунька) — река в Самборском районе Львовской области, Украина. Левый приток Днестра (бассейн Чёрного моря).
Длина реки 21 км, площадь бассейна 85 км². Типично горная река, с каменистым дном и многочисленными перекатами и порогами. Характерны паводки после сильных дождей и во время оттепели.
Берет начало восточнее села Волошиново, в северной части Верхнеднестровских Бескид. Течёт преимущественно на восток. Впадает в Днестр на северной окраине города Старый Самбор.
Протекает через сёла Волошиново, Беличи и Стрельбичи.